# No Rules
Chansons représentant la Finlande au Concours Eurovision de la chanson
Cha cha cha (chanson) de Käärijä
(2023) Ich komme de Erika Vikman
(2025)
No Rules! est une chanson de l'artiste visuel et DJ finlandais Windows95Man. Elle a été sélectionnée pour représenter la Finlande au Concours Eurovision de la chanson 2024.

## Contexte et compositon
La chanson  est composée et écrite par Henri Piispanen, Jussi Roine et Teemu Keisteri. Dans des interviews, son interprète déclare que la chanson diffusait un message prônant de ne pas « prendre tout au sérieux », et qu'il a l'intention d'être aussi détendu que possible pendant qu'il interprète la chanson. Le titre de la chanson fait référence au mantra que Teemu Keisteri a utilisé tout au long de sa vie et il déclare également qu'il souhaite faire ressortir la nature des Finlandais, qui sont  « des fous au fond d'eux-mêmes ».
Pour faire cette chanson, Teemu Keisteri s'est associé au chanteur et acteur Henri Piispanen qui a une voix plus aiguë que lui. Ils sont annoncés pour concourir à Uuden Musiikin Kilpailu 2024 le 10 janvier 2024, et la première officielle de la chanson a eu lieu six jours plus tard.

## Eurovision 2024

### Uuden Musiikin Kilpailu 2024
Le radiodiffuseur finlandais Yleisradio Oy (Yle) a organisé une sélection nationale télévisée à sept participant nommée  Uuden Musiikin Kilpailu 2024, comprenant une grande finale singulière, pour sélectionner son candidat au Concours Eurovision de la chanson 2024. La finale a lieu le 10 février 2024 et durant cette finale, le gagnant est sélectionné par un vote combiné 75% du télévote et 25% des jurys.
Windows95Man et Henri Piispanen sont révélés comme concurrent de Uuden Musiikin Kilpailu 2024 le 10 janvier 2024, et la chanson est annoncée six jours plus tard. Lors de la finale, le duo a proposé une performance déjantée mettant en scène Windows95Man se faisant éclore d'un œuf fait de jeans, et portant une chemise rétro Microsoft Windows ainsi qu'une casquette de baseball. Henri Piispanen, apparaît quant à lui au sommet de l'œuf, vêtu d'un jean. Vers la fin de la performance, Windows95Man enfile une paire de cuissardes qui projette des effets pyrotechniques. Lors de l'annonce des résultats, bien que la chanson soit arrivée dernière dans le vote du jury, elle remporte le vote télévisé, obtenant un total combiné de 313 points, soit 40 de plus que la chanson en deuxième position(Paskana de Sara Siipola). Grâce à cette victoire, la chanson est sélectionnée pour représenter la Finlande au Concours Eurovision de la chanson 2024.

### A l'Eurovision
Lors du tirage au sort des demi-finales le 30 janvier 2024, la Finlande a été placée dans la deuxième partie de la première demi-finale à laquelle voteront l'Allemagne, le Royaume-Uni, la Suède ainsi que le reste du monde. En cas de qualification, elle participera à la grande finale le 11 mai 2024.
En raison du logo Windows sous licence, l'UER a dû faire porter à Windows95Man un t-shirt flouté du logo, ce qui n'était pas le cas lors de l'UMK 2024.